# Raheleh Asemani
Raheleh Asemani (Karaj, Irán, 21 de junio de 1989) es una deportista belga de origen iraní que compite en taekwondo.
En los Juegos Asiáticos de 2010 consiguió una medalla de plata, en la categoría de –62 kg. Ganó dos medallas de bronce en el Campeonato Europeo de Taekwondo, en los años 2016 y 2021.

## Palmarés internacional
| Representando a Irán    |                  |                   |           |
| Juegos Asiáticos        |                  |                   |           |
| Año                     | Lugar            | Medalla           | Categoría |
| 2010                    | Cantón (China)   | Medalla de plata  | –62 kg    |
| Representando a Bélgica |                  |                   |           |
| Campeonato Europeo      |                  |                   |           |
| Año                     | Lugar            | Medalla           | Categoría |
| 2016                    | Montreux (Suiza) | Medalla de bronce | –57 kg    |
| 2021                    | Sofía (Bulgaria) | Medalla de bronce | –57 kg    |